# Симфония № 2 (Брукнер)
Симфония № 2 до минор, WAB 102 Антона Брукнера написана в 1871—1872 гг. Хронологически ей предшествует «Нулевая симфония» (написанная после Первой), которую автор счёл неудачной и оставил без номера. Премьера состоялась 26 октября 1873 в Вене под управлением автора.
Единственная нумерованная симфония Брукнера, не имеющая посвящения: Ф. Лист на вопрос о посвящении ответил молчанием, а Р. Вагнер предпочёл Симфонию № 3.

## Части
1. Moderato
2. Анданте
3. Scherzo (Mäßig schnell)
4. Finale (Mehr schnell)

## Версии

### 1872
Оригинальная версия, в которой Скерцо предшествует медленной второй части. Издана в 2005 г. под редакцией У. Каррагана.

### 1873
Премьерная версия. Во второй части соло валторны передано кларнету, добавлено скрипичное соло; в Скерцо отменены репризы; в Финале полностью переработан один пассаж, в последних тактах для усиления басовой линии добавлен четвёртый тромбон. Не опубликована (У. Карраганом подготовлено критическое издание).

### 1876
Версия, исполненная 20 февраля 1876 Венским филармоническим оркестром под управлением автора. По сравнению с 1873 изменения немногочисленны: в Финале восстановлены некоторые купюры по версии 1872, сокращён переписанный пассаж, четвёртый тромбон заменён унисоном струнных.

### 1877
Основательная переработка: в первой части купюра (возможно, сделана ещё в 1876 г.), последние такты несколько распространены; во второй части также купюра, скрипичное соло удалено; в конце Скерцо добавлены повторы некоторых тактов; в Финале сокращённый в 1876 г. пассаж заменён новым, очередные изменения в последних тактах касаются в основном партии труб.
В издании Р. Хааса (1938), вопреки авторской воле, сохранены купированные фрагменты версии 1872. Издание Л. Новака (1965) более исправно, однако сохраняет некоторые вольности Хааса. Наиболее авторитетным является новое издание У. Каррагана (1997). Изданиям Хааса и Новака следует большинство известных исполнений.

### 1892
Первое издание. До недавнего времени версия считалась неаутентичной, однако Карраган показал, что она ближе к версии 1877, чем издания Хааса и Новака.

## Состав оркестра
Деревянные духовые
2 флейты
2 гобоя
2 кларнета (B)
2 фагота
Медные духовые
4 валторны (F, Es)
2 трубы (C)
3 тромбона
Ударные
Литавры
Струнные
I и II скрипки
Альты
Виолончели
Контрабасы

## Избранная дискография
Первая полная запись сделана в 1944 г.: Георг-Людвиг Йохум с Брукнеровским оркестром Линца; версия 1877 (Хаас).

### Версия 1872
- Георг Тинтнер c Национальным симфоническим оркестром Ирландии (1996)
- Герберт Блумстедт с симфоническим оркестром Северогерманского радио (2009) и Лейпцигским оркестром Гевандхауса (2012)

### Версия 1873
- Курт Айхгорн с Брукнеровским оркестром Линца (1991)

### Версия 1877 (Хаас)
- Франц Конвичный с симфоническим оркестром Берлинского радио (1951) и Лейпцигским оркестром Гевандхауса (1960)
- Ханс Росбауд с оркестром Юго-Западного радио Германии (1956)
- Бернард Хайтинк с оркестром Консертгебау (1959, 1969)
- Отмар Суитнер с симфоническим оркестром NHK (1980)
- Даниэль Баренбойм c Чикагским симфоническим оркестром (1981)
- Гюнтер Ванд с симфоническим оркестром Кёльнского радио (1981)

### Версия 1877 (Новак)
- Карло Мария Джулини с Бостонским симфоническим оркестром и Венским симфоническим оркестром (1974)
- Ойген Йохум c симфоническим оркестром Баварского радио (1966) и Саксонской государственной капеллой (1980)
- Герберт фон Караян c Берлинским филармоническим оркестром (1980—1981)
- Георг Шолти c Чикагским симфоническим оркестром (1991)

### Версия 1877 (Карраган)
- Даниэль Баренбойм c Берлинским филармоническим оркестром (1997)
- Кристиан Тилеман с Венским филармоническим оркестром (2022)

### Версия 1892
- Герман Шерхен с Торонтским симфоническим оркестром (1965)